# Haruka Miyake
Haruka Miyake (三宅遥, Miyake Haruka, nascuda el 10 d'octubre de 1996) és una cantant i compositora japonesa que inicià la seva carrera musical l'any 2015.
Té carrera musica com a pianista des de fa més de 10 anys, i als 16 anys va tenir la seva primera guitarra, així que des dels 19 anys que es va dedicar a la música. Les seves influències serien Jonny Mitchel, així com Tracy Chapman i Ani Difranco, fent un estil musical molt personal amb una veu molt interior. Des que va començar a publicar treballs que es va demostrar que la seva obra no es limitava només en un estil japonès sinó que podia assolir estàndards reconeguts a tot el món.
El desembre de 2016 publicaria la seva primera gravació en directe i el 14 de desembre decidiria publicar el seu primer mini àlbum titulat 夜とサイダー (en català "Nit i Cidra") amb la discogràfica タワーレコー (Tower Records) de 新宿区 (Shinjuku).
El 27 de novembre de 2017 publicaria el seu primer EP titulat "EMERGE" i "midnight blue" els quals va realitzar en directe mentre en feia la composició.
El 6 de juny de l'any 2019 publicaria el seu primer àlbum 空白 (en català "en blanc") amb la discogràfica zankyo records.

## Discografia
- night and cyder (2016, Tower Records)
- midnight blue (2017, zankyo records EP)
- EMERGE (2017, zankyo records EP)
- Blank (2019, zankyo records EP)